# Eptesicus andinus
Eptesicus andinus — вид рукокрилих родини Лиликові (Vespertilionidae).

## Поширення
Країни проживання: Колумбія, Еквадор, Перу, Венесуела. В Еквадорі знайдений до 3300 м, а в Болівії до низини 100 м.

## Морфологія

### Морфометрія
Довжина голови й тіла: 32–105 мм, довжина хвоста: 25–75 мм, довжина передпліччя 22–75 мм, вага: 4–50 грам. 

### Опис
Це середнього розміру кажан. Голова виражено коротка. Вуха середньої величини, трикутні й загострені. Очі малі. Шерсть м'яка, шовковиста й довга — 8–10 мм. Спина темно-коричнева або чорнувато-корицева, іноді з відтінком червоного або оранжевого кольору з блідими основами волосків і дещо блідішими кінчиками, так що деякі особини мають деякий блиск. Низ світліший, ніж спина, з чорнуватими волосся біля основи і жовтуватим на кінчиках. Мембрани, як правило, чорного або чорно-коричневого кольору, мають конічну форму. Довгий хвіст обгорнутий у мембрани, за винятком його кінчика, який виступає на кілька міліметрів. Вони мають від 28 до 38 зубів: 
| Зубна формула       |
| ------------------- |
| I 1–2 C 1 P 1–3 M 3 |
| I 2–3 C 1 P 2–3 M 3 |

## Поведінка
Цей кажан є чисто комахоїдним. 